# José Augusto Sánchez Pérez
José Augusto Sánchez Pérez (Madrid, 30 de noviembre de 1882 - 13 de noviembre de 1958) fue un matemático español, miembro de la Real Academia de las Ciencias Exactas, Físicas y Naturales.

## Biografía
Nació en Madrid el 30 de noviembre de 1882. Fue catedrático del Instituto-Escuela de Madrid, doctor en Ciencia Exactas y catedrático de Matemáticas en el Instituto Beatriz Galindo de Madrid, por oposición de Enseñanza Media. Miembro de la Real Academia de las Ciencias Exactas, Físicas y Naturales, sería también profesor eventual de la Escuela Superior Aerotécnica y corresponsal de la Real Academia de la Historia y de la Internacional de la Historia de las Ciencias, además de secretario de la Sociedad Matemática Española. Sus trabajos y publicaciones combinaron las matemáticas con la historia. Falleció el 13 de noviembre de 1958.
En la base de datos de la Biblioteca Nacional de España están registradas al menos 39 obras a su nombre sobre temas tales como:
- Las matemáticas árabes en al-Ándalus
- La figura de Alfonso X el Sabio
- La aritmética en diversas culturas
- Otros temas no relacionados con las matemáticas